# Aziz Sancar
Aziz Sancar (n. 8 septembrie 1946, Savur⁠(d), Provincia Mardin, Turcia) este un genetician american de origine turcă. În 2015 i-a fost decernat Premiul Nobel pentru Chimie (împreună cu Tomas Lindahl și Paul Modrich), cu motivarea „pentru studii ale mecanismului de reparare ADN”.